# يوليوس هانسن
يوليوس هانسن هو لاعب رماية دنماركي، ولد في 10 يوليو 1896 في Sundby, Copenhagen ‏ في الدنمارك، وتوفي في 11 مارس 1989 في Slangerup ‏ في الدنمارك.

## وصلات خارجية
- يوليوس هانسن على موقع أوليمبيديا (الإنجليزية)